# Championnats de France d'escrime 2020
Navigation
Édition précédente Édition suivante
Les Championnats de France d'escrime 2020 auraient dû avoir lieu sur deux week-ends, les 31 octobre et 1er novembre à Bordeaux (fleuret) et à Faches-Thumesnil (sabre), puis les 28 novembre et 29 novembre à Épinal (épée). Six épreuves figuraient au programme, trois masculines et trois féminines.
Cette année, ces Championnats ont d'abord été reportés en fin d'année, puis annulés par la FFE, en raison de la pandémie de Covid-19.

## Événements associés
- Fleuret : en plus des Championnats de France, le BEC Escrime aurait dû organiser une initiation dans plusieurs disciplines (handisport en fauteuil, sabre laser, escrime médiévale, escrime artistique)[1].

- Reports : initialement prévues les 18 et 19 avril 2020, les Championnats de France seniors sont reportés à une date ultérieure[2],[3].

- Annulation : avec la pandémie de Covid-19 en France, plusieurs entraînements ont été suspendus dans divers clubs. Par équité sportive, la FFE a préféré annuler cette édition des Championnats de France[4],[5].